# دوري السنغال الممتاز 2011
دوري السنغال الممتاز 2011 هو موسم من دوري السنغال الممتاز. كان عدد الأندية المشاركة فيه 16، وفاز فيه نادي واكام.